# Városi Múzeum (Paks)
A Városi Múzeum Paks önálló múzeuma, állandó és időszakos kiállításoknak és egyéb történelmi rendezvényeknek, kézműves foglalkozásoknak ad otthont. A kőtárban minden évben történelmi vetélkedőt rendeznek az iskolák diákjai számára.

## Története
A középkorban már megtelepedett ferences rend a török hódoltság után visszatért Paksra, ahol egy viszonylag szerény épületet vettek meg, majd kápolnát építettek (1752. szeptember 20-án Rudnyánszky József a többi birtokos nevében is beleegyezett, hogy a ferencesek házat és kápolnát építsenek), amit 1759. március 25-én Klimó György pécsi püspök szentelt fel. A rend nem sokáig működhetett itt sem, mert II. József alatt a kolostort (1789-ben) felszámolták. Az épületet új birtokosai – a Vigyázó család – kúriának építtették át. 1791. április 8-án Jankovics Antalné végrendeletében szerepel. Később új tulajdonosa lett, így neve Mádi-Kovács-kúriára változott. Szépen fásított parkban húzódik meg, külsőleg 1830 körüli, klasszicista stílusát megőrizve.
Az épületet a második világháború után államosítják, és a rendőrség foglalta el. Ma ez a Városi Múzeum.
A paksi Városi Múzeum a helyi történeti-néprajzi gyűjteményből létrehozott fiatal intézmény. Alapításáról 1993-ban döntött a város önkormányzata, ennek alapján 1994-ben kezdte meg tevékenységét.
Gyűjtőköréhez tartoznak a Paks város közigazgatási területén található régészeti, néprajzi, helytörténeti-újkortörténeti emlékek.
A főépületben az öt teremből álló állandó kiállítás, valamint az időszaki kiállítások számára létrehozott helyiség, a bolthajtásos, korhűen helyreállított pincében kőtár, melléképületben pedig Pákolitz István költő emlékszobája várja a látogatókat.
Az intézmény immár jelentős régészeti-helytörténeti-néprajzi gyűjteménnyel rendelkezik, melynek bemutatására az időszaki kiállítások során kerül sor.
A múzeum alapító igazgatója dr. Rosner Gyula régész volt, nyugdíjazása óta Váradyné Péterfy Zsuzsanna.

## Kiállítások
A múzeum öt állandó berendezettségű és egy ideiglenesen berendezett teremmel rendelkezik. Utóbbi az időszakos kiállítások helyszíne.
Az I. teremben Őskorból (főként az őskőkorszakból) származó leleteket találunk. A II. terem az ókori (római és kelta) emlékeknek ad helyet. Ezek jó része a dunakömlődi Lussoniumból került ide. A III. terem a népvándorlás korából ránk maradt tárgyakat őrzi, míg a IV. terem a honfoglalás és a középkor paksi kincseit mutatja be. Az V. terem már a 19. századra vonatkozik. Itt található az úgynevezett Deák-szoba, ahol a nővérénél Pakson sokat tartózkodó haza bölcse megmaradt tárgyait állították ki és rekonstruálták szobáját, ahogy egykor a Szeniczey-kúriában állt.

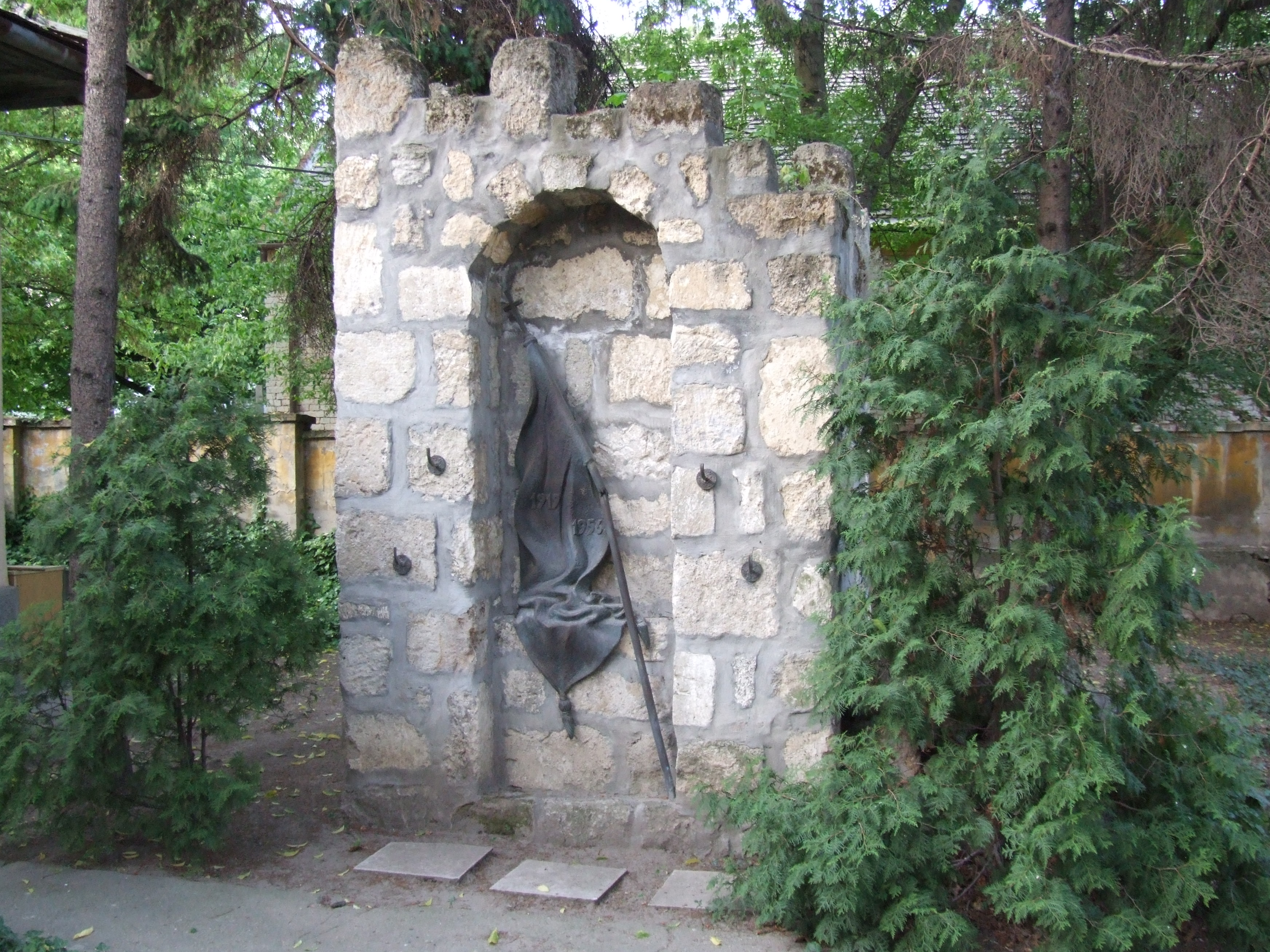
A kommunizmus áldozatainak emlékműve Pákolitz-emlékszoba mellett

### Kőtár
Itt különböző szobrok, díszek és sírfeliratok találhatók, az ókori római, a török kori és az újkori egyházi építmények szobraival, megmaradt épületdarabjaival vegyest.

### Pákolitz István emlékszoba
A híres paksi költő, Pákolitz István házából, a család által a múzeumnak felajánlott emlékeiből. Előtte a kommunizmus áldozatainak emlékszobra található.